# Tampa Bay Buccaneers 1994
La stagione 1994 dei Tampa Bay Buccaneers è stata la 19ª della franchigia nella National Football League. La stagione iniziò con la morte del proprietario Hugh Culverhouse. La proprietà fu trasferita a un gruppo di tre persone che la mise in vendita. Le vendite dei biglietti crollarono e le voci di un possibile trasferimento della franchigia funsero da distrazione per tutta l'annata. L'ultima gara dell'anno fu soprannominata "Orange Pride day" e vi presenziarono 65.000 tifosi, molti dei quali ritenevano sarebbe stata l'ultima partita di football a Tampa.

## Scelte nel Draft 1994
| Scelta | Giro | Giocatore      | Ruolo            | College       |
| 6      | 1    | Trent Dilfer   | Quarterback      | Fresno State  |
| 34     | 2    | Errict Rhett   | Running Back     | Florida       |
| 69     | 3    | Harold Bishop  | Tight End        | LSU           |
| 136    | 5    | Pete Pierson   | Offensive Tackle | Washington    |
| 165    | 6    | Bernard Carter | Linebacker       | East Carolina |
| 200    | 7    | Jim Pyne       | Centro           | Virginia Tech |

## Calendario
| Stagione regolare |                    |                        |                    |                    |                              |                    |                    |                    |
| Turno             | Data               | Avversario             | Risultato          | Ora                | Stadio                       | TV                 | Pubblico           | Record             |
| 1                 | 4/9/1994           | at Chicago Bears       | S 21–9             | 1:00               | Soldier Field                | Fox                | 61,844             | 0–1                |
| 2                 | 11/9/1994          | Indianapolis Colts     | V 24–10            | 1:00               | Tampa Stadium                | NBC                | 36,631*            | 1–1                |
| 3                 | 18/9/1994          | New Orleans Saints     | S 9–7              | 1:00               | Tampa Stadium                | Fox                | 45,522*            | 1–2                |
| 4                 | 25/9/1994          | at Green Bay Packers   | S 30–3             | 1:00               | Lambeau Field                | Fox                | 58,551             | 1–3                |
| 5                 | 2/9/1994           | Detroit Lions          | V 24–14            | 1:00               | Tampa Stadium                | Fox                | 38,012*            | 2–3                |
| 6                 | 9/10/1994          | at Atlanta Falcons     | S 34–13            | 1:00               | Georgia Dome                 | Fox                | 52,633             | 2–4                |
| 7                 | Settimana di pausa | Settimana di pausa     | Settimana di pausa | Settimana di pausa | Settimana di pausa           | Settimana di pausa | Settimana di pausa | Settimana di pausa |
| 8                 | 23/10/1994         | at San Francisco 49ers | S 41–16            | 4:00               | Candlestick Park             | Fox                | 62,741             | 2–5                |
| 9                 | 30/10/1994         | Minnesota Vikings      | S 36–13            | 4:00               | Tampa Stadium                | Fox                | 42,110*            | 2–6                |
| 10                | 6/11/1994          | Chicago Bears          | S 20–6             | 1:00               | Tampa Stadium                | Fox                | 60,821*            | 2–7                |
| 11                | 13/11/1994         | at Detroit Lions       | S 14–9             | 8:00               | Pontiac Silverdome           | ESPN               | 50,814             | 2–8                |
| 12                | 20/11/1994         | at Seattle Seahawks    | S 22–21            | 4:00               | The Kingdome                 | Fox                | 37,466             | 2–9                |
| 13                | 27/11/1994         | at Minnesota Vikings   | V 20–17 DTS        | 1:00               | Hubert H. Humphrey Metrodome | Fox                | 47,259             | 3–9                |
| 14                | 4/12/1994          | Washington Redskins    | V 26–21            | 1:00               | Tampa Stadium                | Fox                | 45,121*            | 4–9                |
| 15                | 11/12/1994         | Los Angeles Rams       | V 24–14            | 1:00               | Tampa Stadium                | Fox                | 34,150*            | 5–9                |
| 16                | 18/12/1994         | at Washington Redskins | W 17–14            | 1:00               | RFK Stadium                  | Fox                | 47,315             | 6–9                |
| 17                | 24/12/1994         | Green Bay Packers      | S 34–19            | 1:00               | Tampa Stadium                | Fox                | 65,076*            | 6–10               |

 * = gara oscurata nella tv locali